# United States Army Nurse Corps
De United States Army Nurse Corps (NC) is een Amerikaans legeronderdeel dat zorg draagt voor de verpleegkundige zorg binnen de United States Army. De NC werd formeel ingesteld door het Amerikaanse Congres in 1901.